# Carl Lampland
Carl Otto Lampland (29 décembre 1873 – 14 décembre 1951) était un astronome américain.
Né en 1873 dans le Minnesota, Carl Lampland obtint un diplôme à l'université d'Indiana puis commença à travailler à l'observatoire Lowell en 1902. Il conçut des chambres photographiques d'astronomie et fit l'entretien de télescopes, dont la réargenture du miroir du télescope de 40 pouces (1 m). Grand spécialiste de la photographie astronomique, il reçut un prix de la part de la British Royal Photographic Society. Il construisit aussi des thermocouples et les utilisa pour mesurer les températures des planètes (voir ci-dessous).
En 1921, il fut le premier à annoncer que la Nébuleuse du Crabe voyait sa structure évoluer au cours du temps, un résultat confirmé peu après par John C. Duncan qui fut par la suite utilisé par Edwin Hubble en 1928 pour affirmer que cet objet était issu d'une explosion stellaire récente (en fait la supernova historique SN 1054). 
La même année, Lampland suggéra que la « nébuleuse spirale » M99 évolue elle aussi au cours du temps. Le résultat, annoncé par Lampland avec beaucoup de précaution, fut infirmé par la suite : M99 est en réalité une galaxie spirale, dont la taille est telle qu'aucun changement morphologique notable n'a lieu en l'espace de quelques décennies. 
En 1923, il fut le premier à observer une supernova dans la galaxie M83 (SN 1923A), très prolifique en supernovae par la suite. À l'époque, ni la nature des galaxies, ni celle des supernovae n'étaient connues, aussi l'intérêt de cette découverte passa-t-il quelque peu inaperçu. Il fallut attendre 1936 pour que Lampland mentionne avec plus d'insistance cette observation.
Avec William Coblentz, il mesura de grandes différences entre les températures diurnes et nocturnes sur Mars.
Il découvrit l'astéroïde (1604) Tombaugh.
Un cratère porte son nom sur la Lune et un autre sur Mars. L'astéroïde (1767) Lampland a été baptisé en son honneur.